# Resolutie 2095 Veiligheidsraad Verenigde Naties
Resolutie 2095 van de Veiligheidsraad van de Verenigde Naties werd unaniem door de VN-Veiligheidsraad aangenomen op 14 maart 2013. De resolutie verlengde de VN-missie in Libië met een jaar en wijzigde het wapenembargo tegen dat land.

## Achtergrond
Op 15 februari 2011 braken er in Libië — in navolging van andere Arabische landen — protesten uit tegen het autocratische regime van kolonel Moammar al-Qadhafi. Twee weken later had dit bewind de controle over een groot deel van Libië verloren na gewelddadige confrontaties tussen zijn aanhangers en tegenstanders. Later probeerde hij de bevolking nog te paaien met geld, maar het geweld bleef aanhouden en vele Libiërs vluchten de grenzen met Egypte en Tunesië over. Het merendeel van de internationale gemeenschap koos de zijde van de oppositie in Libië en overwoog sancties tegen het land. Die oppositie slaagde erin — met aanzienlijke luchtondersteuning van de NAVO — zowat het hele land te veroveren en ze vormde een tijdelijke overgangsraad om het te besturen. Na de dood van Qadhafi in oktober 2011 verklaarden de opstandelingen Libië bevrijd en begon de overgang naar een nieuw democratisch regime. 
In oktober 2012 waren verkiezingen gehouden, en sedertdien werd gewerkt aan een democratisch staatsbestel. Veiligheid en het opstellen van een nieuwe grondwet waren de prioriteiten.

## Inhoud
Het mandaat van de UNSMIL-ondersteuningsmissie in Libië werd met twaalf maanden verlengd. Deze missie begeleidde de overgang naar een democratisch bestel en assisteerde bij verkiezingen en het opstellen van een nieuwe grondwet.
Het wapenembargo dat middels resolutie 1970 tegen Libië was opgeworpen werd enigszins versoepeld, in die zin dat het sanctiecomité niet langer ingelicht hoefde te worden over de levering van militaire uitrusting, uitgezonderd wapens, aan de overheid, voor humanitaire hulp of ter bescherming. De Libische overheid werd wel aangespoord om haar wapens beter te beheren, onder meer met certificaten.
De bevriezing van banktegoeden werd eveneens verlengd, alsook het panel van experts dat het sanctiecomité hielp met het analyseren van informatie vanuit landen en het onderzoeken van schendingen.

## Verwante resoluties
- Resolutie 2022 Veiligheidsraad Verenigde Naties (2011)
- Resolutie 2040 Veiligheidsraad Verenigde Naties (2012)
- Resolutie 2144 Veiligheidsraad Verenigde Naties (2014)
- Resolutie 2273 Veiligheidsraad Verenigde Naties (2016)

Lijst ·  2086 ·  2087 ·  2088 ·  2089 ·  2090 ·  2091 ·  2092 ·  2093 ·  2094 ·  2095 ·  2096 ·  2097 ·  2098 ·  2099 ·  2100 ·  2101 ·  2102 ·  2103 ·  2104 ·  2105 ·  2106 ·  2107 ·  2108 ·  2109 ·  2110 ·  2111 ·  2112 ·  2113 ·  2114 ·  2115 ·  2116 ·  2117 ·  2118 ·  2119 ·  2120 ·  2121 ·  2122 ·  2123 ·  2124 ·  2125 ·  2126 ·  2127 ·  2128 ·  2129 ·  2130 ·  2131 ·  2132